# Émile Zola

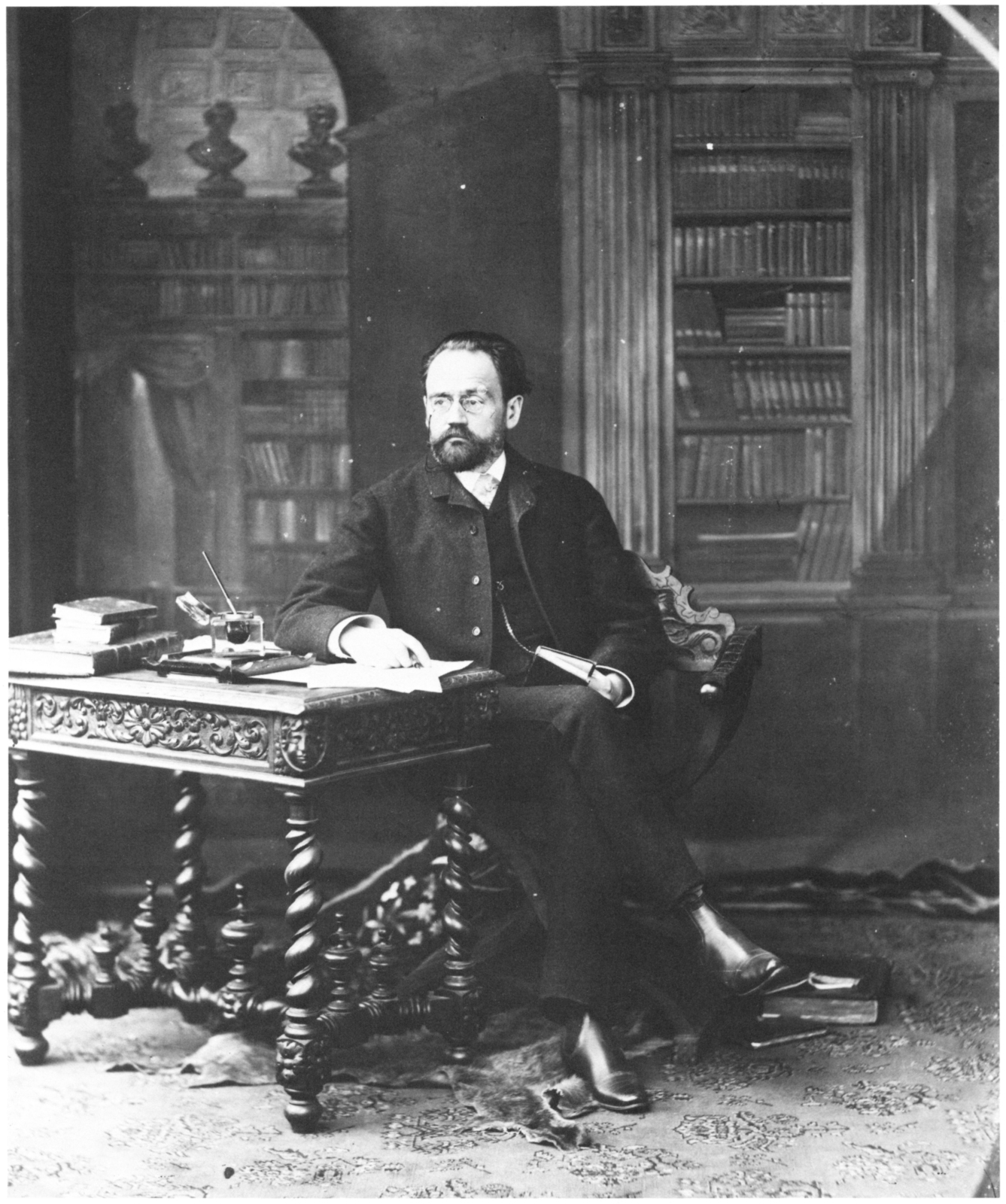
Émile Zola, Aufnahme Nadar

Émile Édouard Charles Antoine Zola (* 2. April 1840 in Paris; † 29. September 1902 ebenda) war ein französischer Schriftsteller, Maler und Journalist.
Zola gilt als einer der großen französischen Romanciers des 19. Jahrhunderts und als Leitfigur und Begründer der gesamteuropäischen literarischen Strömung des Naturalismus. Zugleich war er ein sehr aktiver Journalist, der sich auf einer gemäßigt linken Position am politischen Leben beteiligte.
Sein Artikel J’accuse…! („Ich klage an…!“) spielte eine Schlüsselrolle in der Dreyfus-Affäre, die Frankreich jahrelang in Atem hielt, und trug entscheidend zur späteren Rehabilitierung des fälschlich wegen Landesverrats verurteilten Offiziers Alfred Dreyfus bei.

## Leben

### Kindheit und Jugend in der Provence (1840–1858)

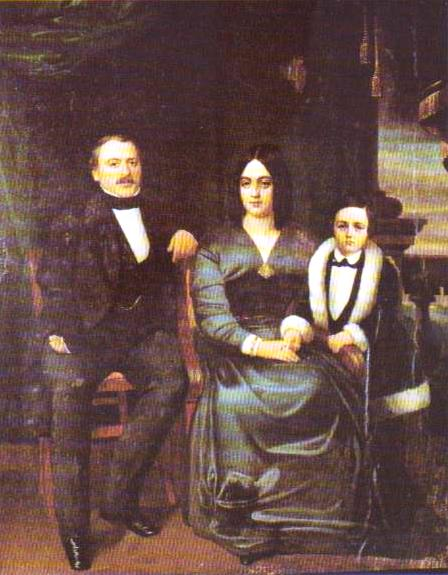
Émile Zola als Kind mit seinen Eltern (um 1845)

Émile Édouard Charles Antoine Zola wurde am 2. April 1840 in der Rue Saint-Joseph in Paris als Sohn eines italienischen Vaters und einer französischen Mutter geboren. Er blieb das einzige Kind von François Zola, geboren in Venedig, und Émilie Aubert, die aus Dourdan stammte. Der Vater, ein früherer Offizier (zunächst in der italienischen, später in der österreichischen Armee), war Bauingenieur und bewarb sich bei der Ausschreibung für den Bau einer Trinkwasserversorgung in Aix-en-Provence vom Berg Sainte-Victoire. Er erhielt den Zuschlag am 19. April 1843 und ließ sich in der Folge mit seiner Familie in Aix-en-Provence nieder. Nachdem der Vertrag im Jahr 1844 unterzeichnet worden war, gründete er mit einigen Investoren das Unternehmen Société du canal Zola. Die Bauarbeiten begannen 1847, im gleichen Jahr starb Zola jedoch an einer Lungenentzündung, nachdem er den Bau der Zola-Talsperre nahe Aix-en-Provence geleitet hatte. Ab diesem Zeitpunkt verfolgten die Gläubiger die Kanalgesellschaft.
Im Jahr 1851 zog Madame Aubert mit ihrem Sohn nach Paris, um die rechtlichen Schritte gegen Jules Migeon und die Gläubiger, die die Kanalgesellschaft vor Gericht bekämpften, zu verfolgen. Sie ließen das Unternehmen im Jahr 1852 vom Handelsgericht Aix-en-Provence bankrott erklären. Am 10. Mai 1853 wurde die Konkursmasse der Société du canal Zola versteigert. Sie wurde von den Gläubigern gekauft und in Migeon et Compagnie umbenannt. Die nunmehr vollkommen auf sich gestellte Émilie Aubert versorgte ihren Sohn zusammen mit ihrer Mutter Henriette Aubert. Sie stand ihm bis zu ihrem Tod im Jahr 1880 sehr nahe und beeinflusste die Arbeit und das Leben von Émile Zola zutiefst.
Während seiner Schulzeit in Aix-en-Provence freundete sich Émile Zola mit Jean-Baptistin Baille und vor allem Paul Cézanne an, der ihm die graphischen Künste nahebrachte, insbesondere die Malerei. Von seiner frühen Jugend an hatte Émile Zola eine starke Leidenschaft für Literatur. Er las sehr viel und setzte sich sehr bald das Ziel, selbst professionell zu schreiben. Bereits als Jugendlicher sah er in der Schriftstellerei seine wahre Berufung. Als Erstklässler im Gymnasium schrieb er einen Roman über die Kreuzzüge, der jedoch nicht erhalten ist. Seine Kindheitsfreunde Cézanne und Baille wurden seine ersten Leser. In ihrem Briefwechsel sagte Zola ihnen mehrmals voraus, dass er eines Tages ein anerkannter Schriftsteller sein würde.

### Bohème in Paris (1858–1862)

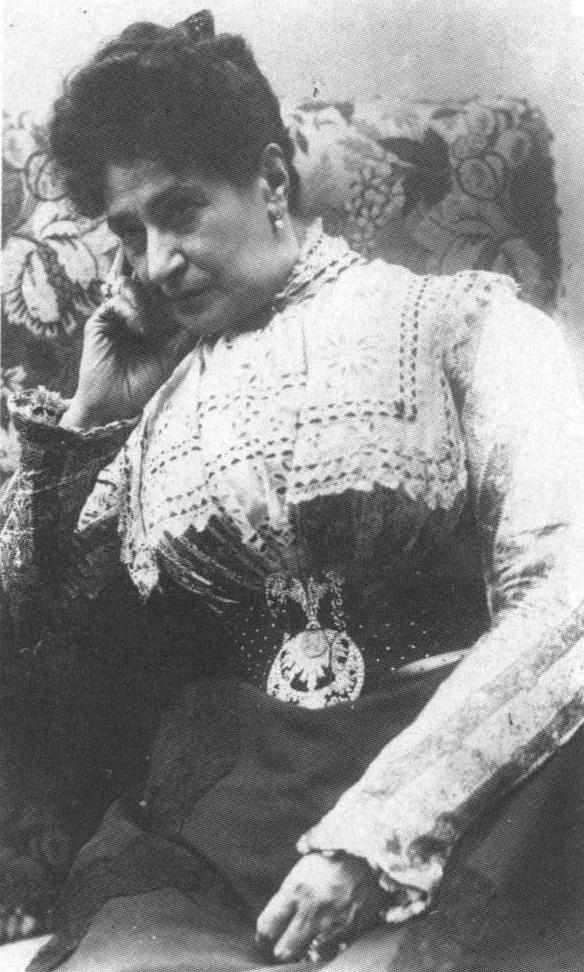
Alexandrine Zola (um 1900)

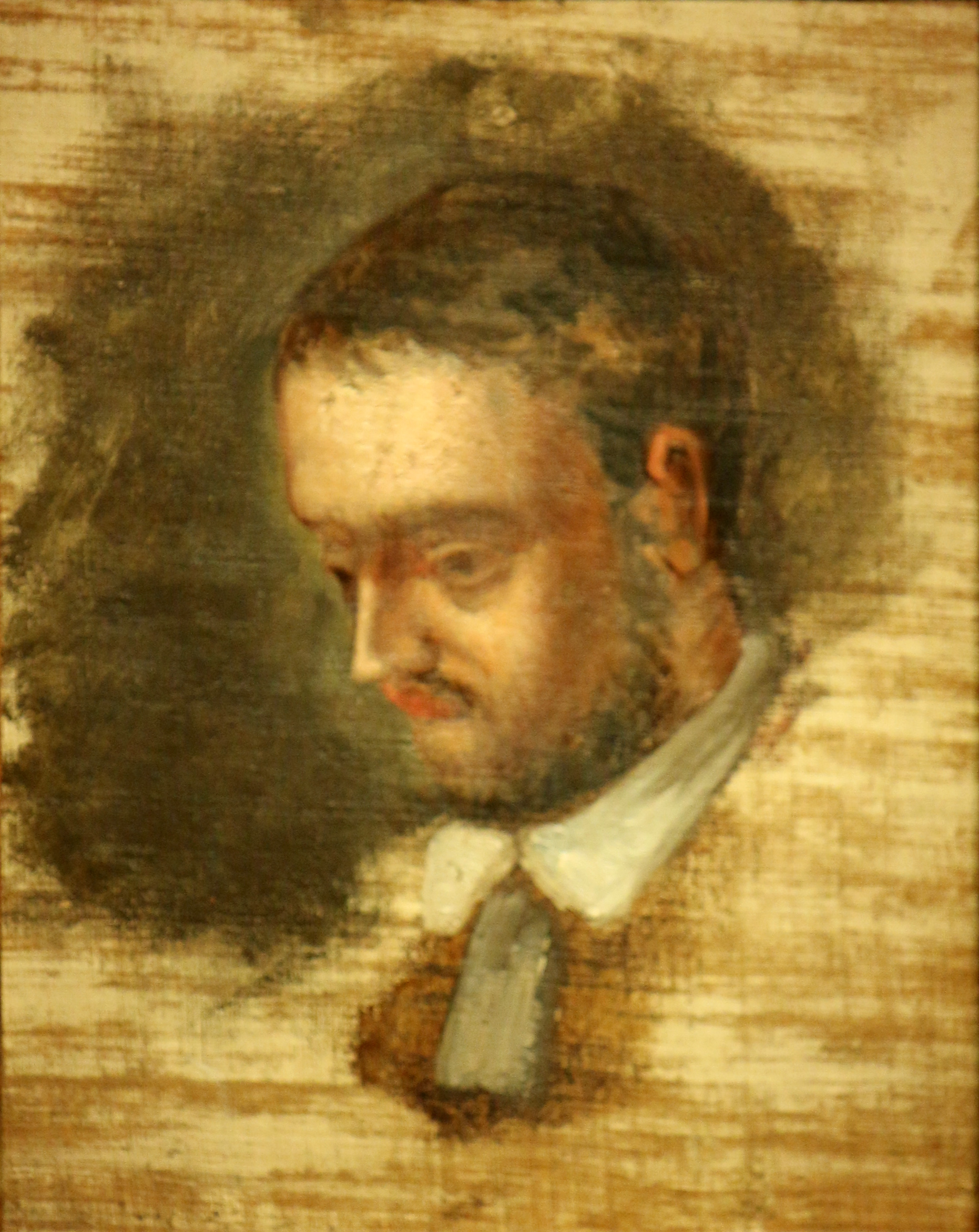
Paul Cézanne: Porträt Émile Zola, 1862–1864, Musée Granet, Aix-en-Provence

Émile Zola verließ Aix im Jahr 1858 und zog zu seiner Mutter nach Paris, um dort in bescheidenen Verhältnissen zu leben und mit der Hoffnung, den Erfolg zu finden. In Paris baute Zola sich langsam einen Freundeskreis auf, der größtenteils aus Personen aus Aix bestand. Er begann Molière, Montaigne und Shakespeare zu lesen; Balzac beeinflusste ihn erst später. Auch zeitgenössische Autoren wie Jules Michelet wurden früh zur Inspirationsquelle.
1859 fiel Zola zweimal bei den Baccalauréats-Prüfungen durch. Diese Rückschläge prägten den jungen Mann tief, denn er fürchtete, seine Mutter enttäuscht zu haben. Ihm war auch die Gefahr bewusst, ohne Diplom in wirtschaftliche Schwierigkeiten zu geraten. Er stellte sich nun ohne Qualifikation dem Arbeitsmarkt und begann im April 1860 als Schreiber im Zollamt. Die Arbeit sagte ihm jedoch nicht zu, und er ließ die Stelle schon nach zwei Monaten fallen. Es folgte eine lange Zeit der Arbeitslosigkeit mit moralischen und finanziellen Schwierigkeiten.
Zolas erste Liebe hieß Berthe. Sie war eine Prostituierte, in die er sich im Winter 1860/61 verliebte. Der junge Zola nannte sie selbst „geteiltes Mädchen“. Er wollte sie „aus der Gosse holen“ und ihr die Lust auf Arbeit zurückgeben, aber sein Idealismus scheiterte an der Realität der Armenviertel von Paris. Zugleich lieferte ihm dieses Scheitern den Stoff für seinen ersten Roman, La confession de Claude.
In dieser Phase kamen weitere Leidenschaften zum Durchbruch. Vor allem die impressionistische Malerei faszinierte Zola, und er verteidigte die Impressionisten in seinen Werken. Er gewann die Freundschaft von Édouard Manet, der ihn mehrmals in seinen Werken darstellte, und durch Manet fand er Kontakt zu Stéphane Mallarmé. Er stand auch Camille Pissarro, Auguste Renoir, Alfred Sisley und Johan Barthold Jongkind nahe. Mit Paul Cézanne, seinem Freund aus Kindertagen, verband ihn eine besondere Freundschaft. Bis in die 1870er Jahre kamen der Maler und der Schriftsteller zusammen, sie tauschten eine reiche Korrespondenz aus und halfen sich gegenseitig, auch finanziell. Die Freundschaft kühlte später ab und endete 1886 in einem Zerwürfnis, weil sich Cézanne in Zolas Roman Das Werk in der Figur des scheiternden Künstlers Lantier wiedererkannte.
Mit Erreichen der Volljährigkeit musste sich Zola, der von seinem Vater die italienische Staatsbürgerschaft geerbt hatte, für eine Zugehörigkeit entscheiden. Er wählte die französische Staatsbürgerschaft seiner Mutter und wurde 1862 naturalisiert.

### Anfänge im Verlegergewerbe (1862–1865)

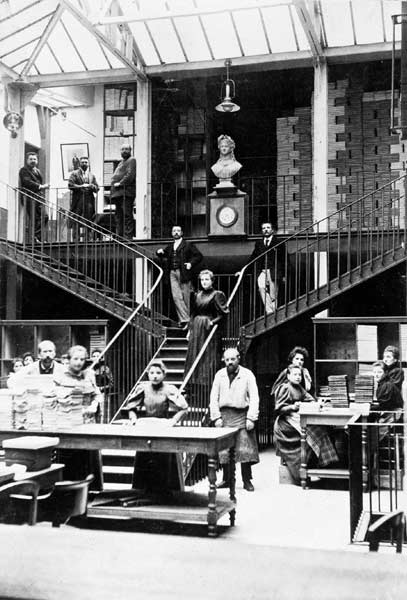
Die Versandabteilung der Librairie Hachette

In seiner Zeit als Arbeitsloser kam Zola mit Louis Hachette in Kontakt, der ihn per 1. März 1862 als Angestellten seiner Buchhandlung aufnahm. Am 31. Oktober 1862 wurde Emile Zola als Franzose eingebürgert. Er blieb vier Jahre in der Werbeabteilung von Hachette, wo er schließlich einen Posten ähnlich dem Pressesprecher eines heutigen Unternehmens bekleidete. Er wurde geschätzt und bekam die Möglichkeit, Kontakte in die Welt der Literatur zu knüpfen.
Die positivistische und antiklerikale Ideologie bei der Librairie Hachette prägten Zola. Darüber hinaus lernte er alle Techniken der Herstellung und Vermarktung von Büchern kennen. Nach harter Arbeit in seiner Freizeit gelang es ihm, seine ersten Artikel und sein erstes Buch zu veröffentlichen, Les Contes à Ninon (1864 bei Hetzel).
Ende 1864 machte Zola die Bekanntschaft von Éléonore-Alexandrine Meley, die sich Gabrielle nennen ließ. Gabrielle war der Name ihrer leiblichen Tochter, die sie mit 17 Jahren in die staatliche Fürsorge geben musste. Sie erzählte Emile Zola von diesem Umstand sicher erst nach ihrer Hochzeit. Die am 23. März 1839 in Paris geborene Frau war die Tochter einer 17-jährigen kleinen Markthändlerin und eines Typografen aus Rouen. Zola widmete ihr 1865 ein Porträt mit dem Titel Die Liebe unterm Dach (L’amour sous les toits), das im Petit Journal erschien. Man kennt den Ursprung dieser Verbindung nicht. Vielleicht entsprang sie dem Zufall, da Zola und Alexandrine beide auf dem Hügel Montagne Sainte-Geneviève lebten. Es gibt Gerüchte über eine vorherige Verbindung mit Paul Cézanne, oder sie könnte für die Gruppe von Malern, mit denen Zola befreundet war, als Modell gearbeitet haben. Auch eine vorherige Verbindung mit einem Medizinstudenten kommt in Frage. Bewiesen ist indes keine dieser Theorien.
Im Jahr 1865 verließ Émile Zola seine Mutter und zog mit seiner Freundin in das Viertel Quartier des Batignolles auf dem rechten Seine-Ufer, in der Nähe von Montmartre, wo sich damals die Büros der wichtigsten Presseverlage befanden. Die Vorbehalte von Zolas Mutter verzögerten die Heirat um fünf Jahre. Anfang 1866 trennte sich Zola von der Librairie Hachette, er wollte künftig nur noch vom Schreiben leben. Alexandrine nahm Gelegenheitsarbeiten an, um das Paar über die Runden zu bringen.

### Literaturjournalist

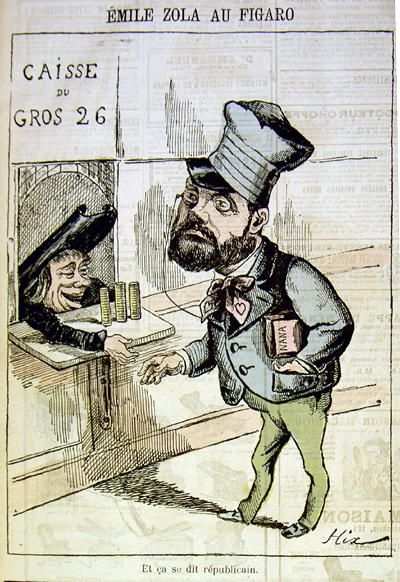
Zola im Figaro, Karikatur von Hix in Le Grelot vom 10. Januar 1881: „Und so was nennt sich Republikaner“

### Politischer Journalist

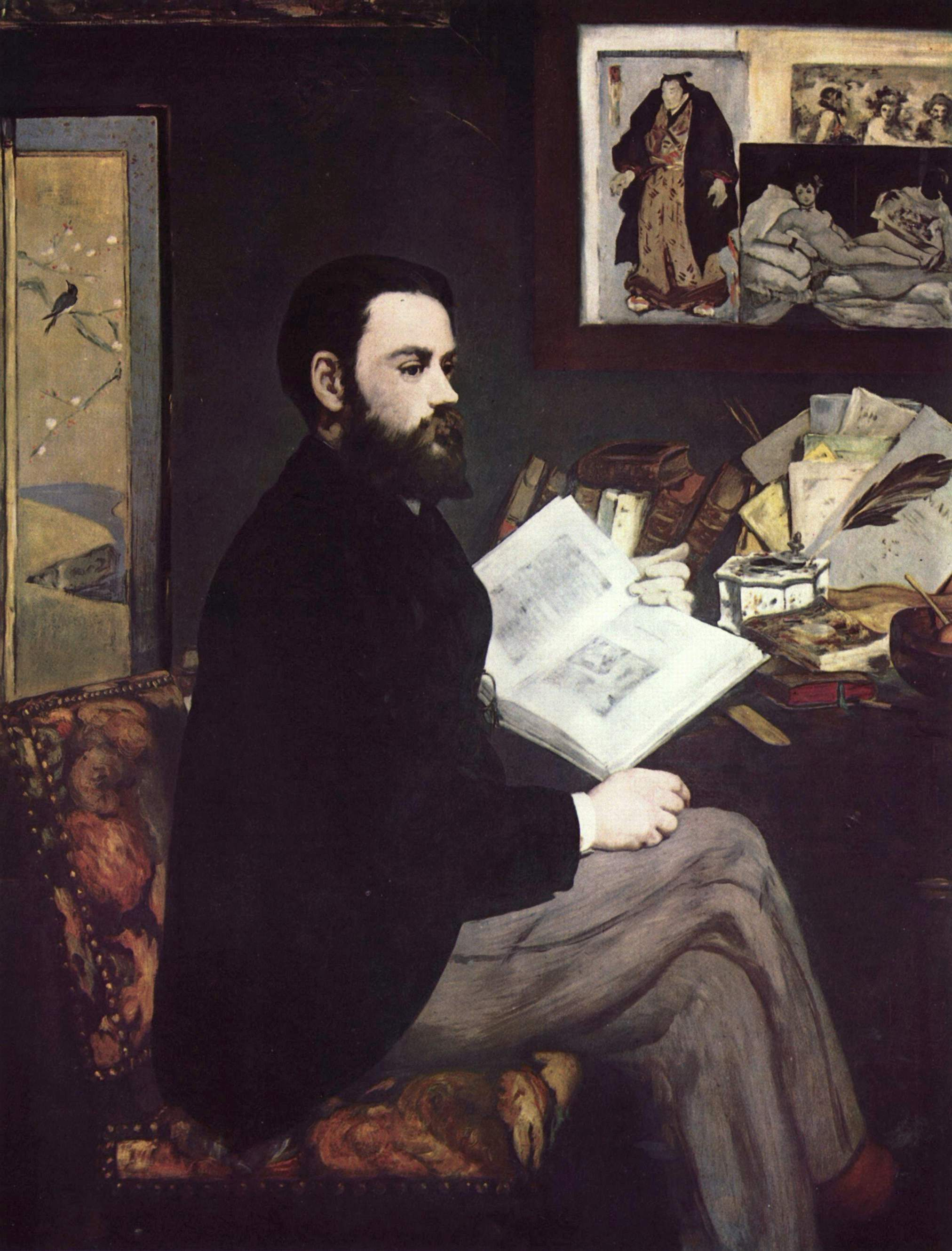
Édouard Manet: Émile Zola (1868)

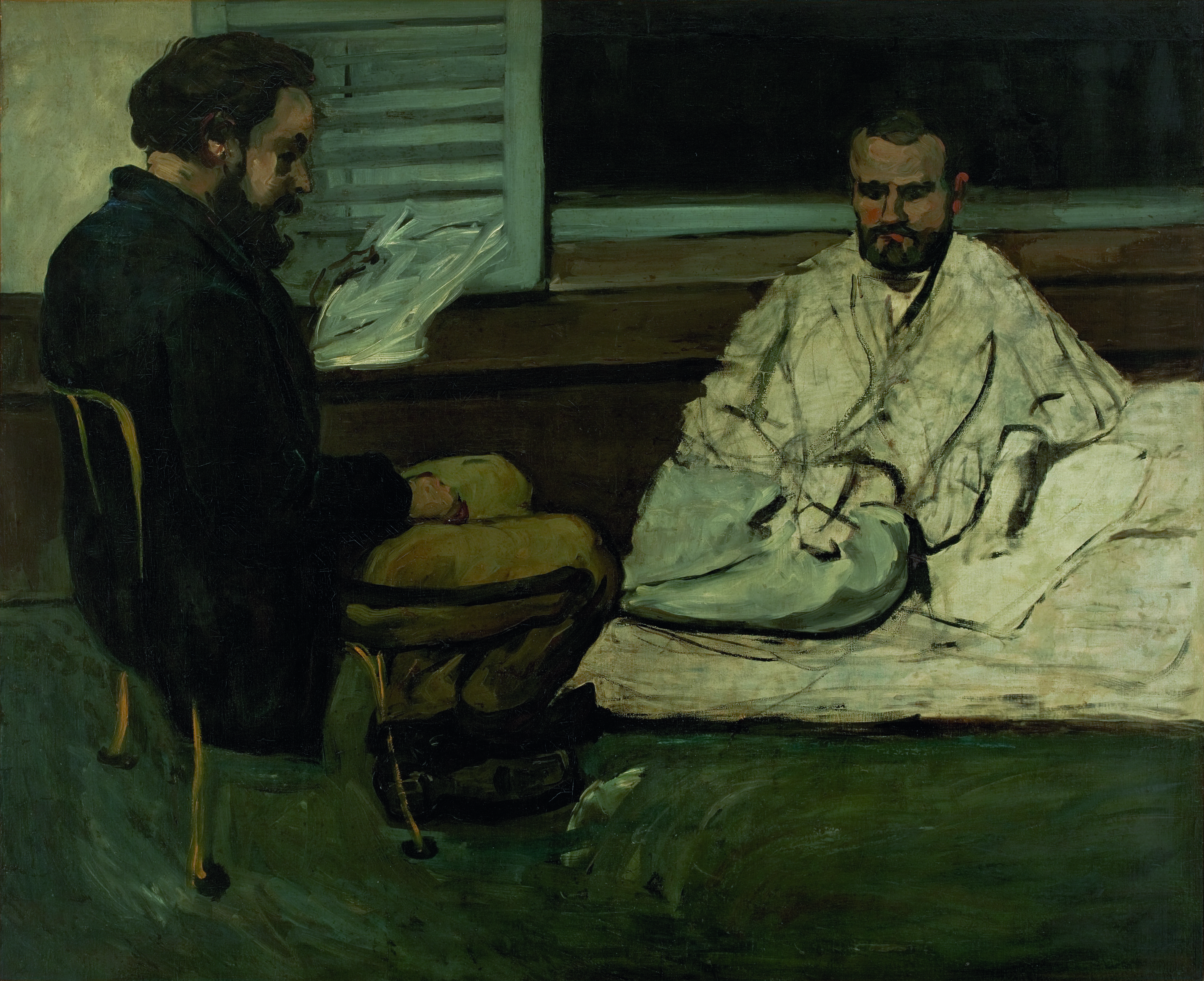
Paul Cézanne: Paul Alexis liest Émile Zola vor, 1869–1870, Museu de Arte Moderna de São Paulo

### Zola als erfolgreicher Romancier

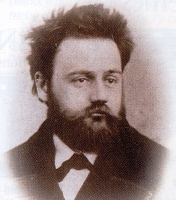
Porträt von Émile Zola im Alter von 30 Jahren (1870)

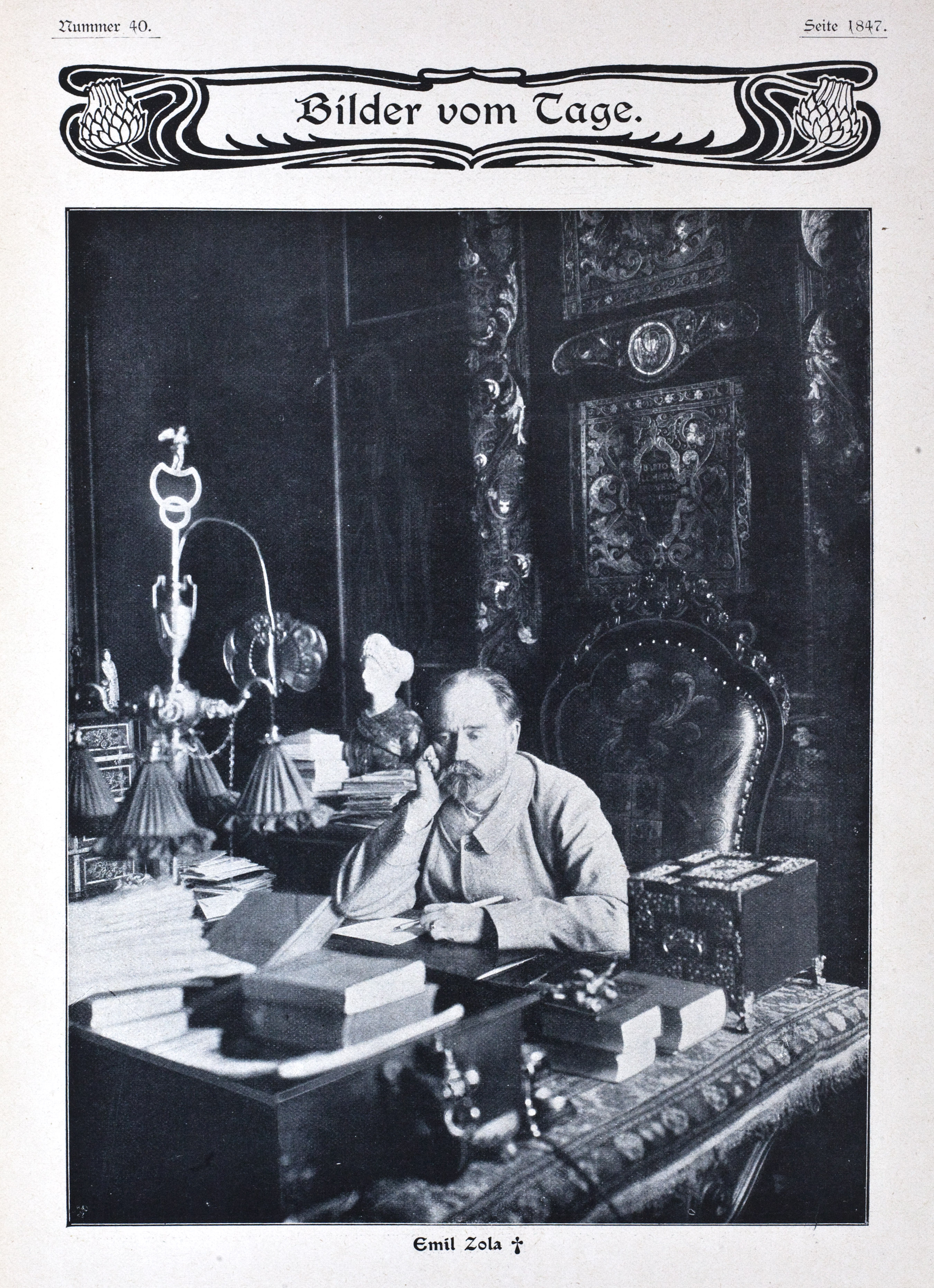
Zola in seinem Arbeitszimmer. Porträtaufnahme zum Nachruf in der Zeitschrift Die Woche, 1902

### Dreyfus-Affäre

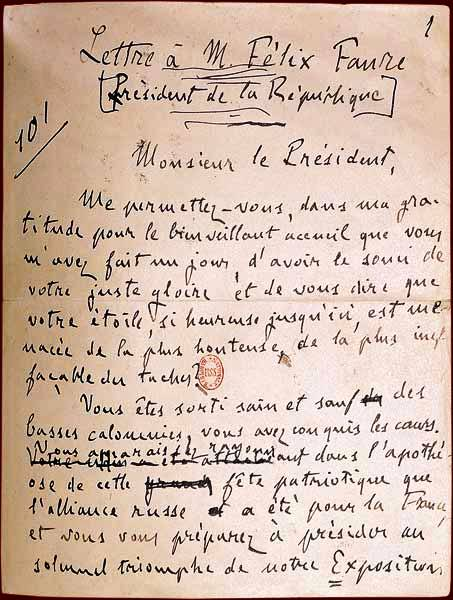
Autograph des Briefes an den Präsidenten Félix Faure

### Tod

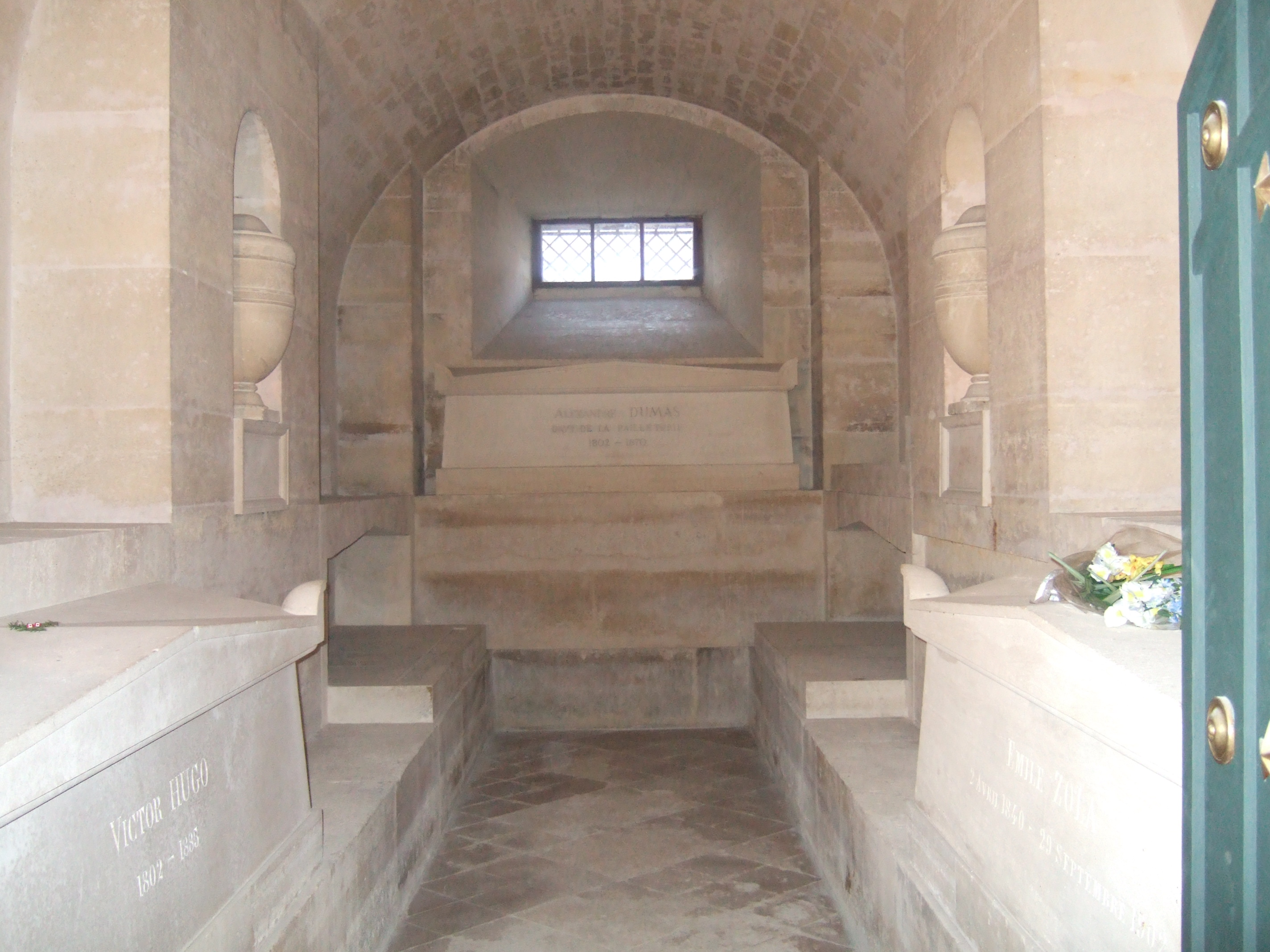
Die Grabkammer von Alexandre Dumas, Victor Hugo und Émile Zola im Pariser Pantheon

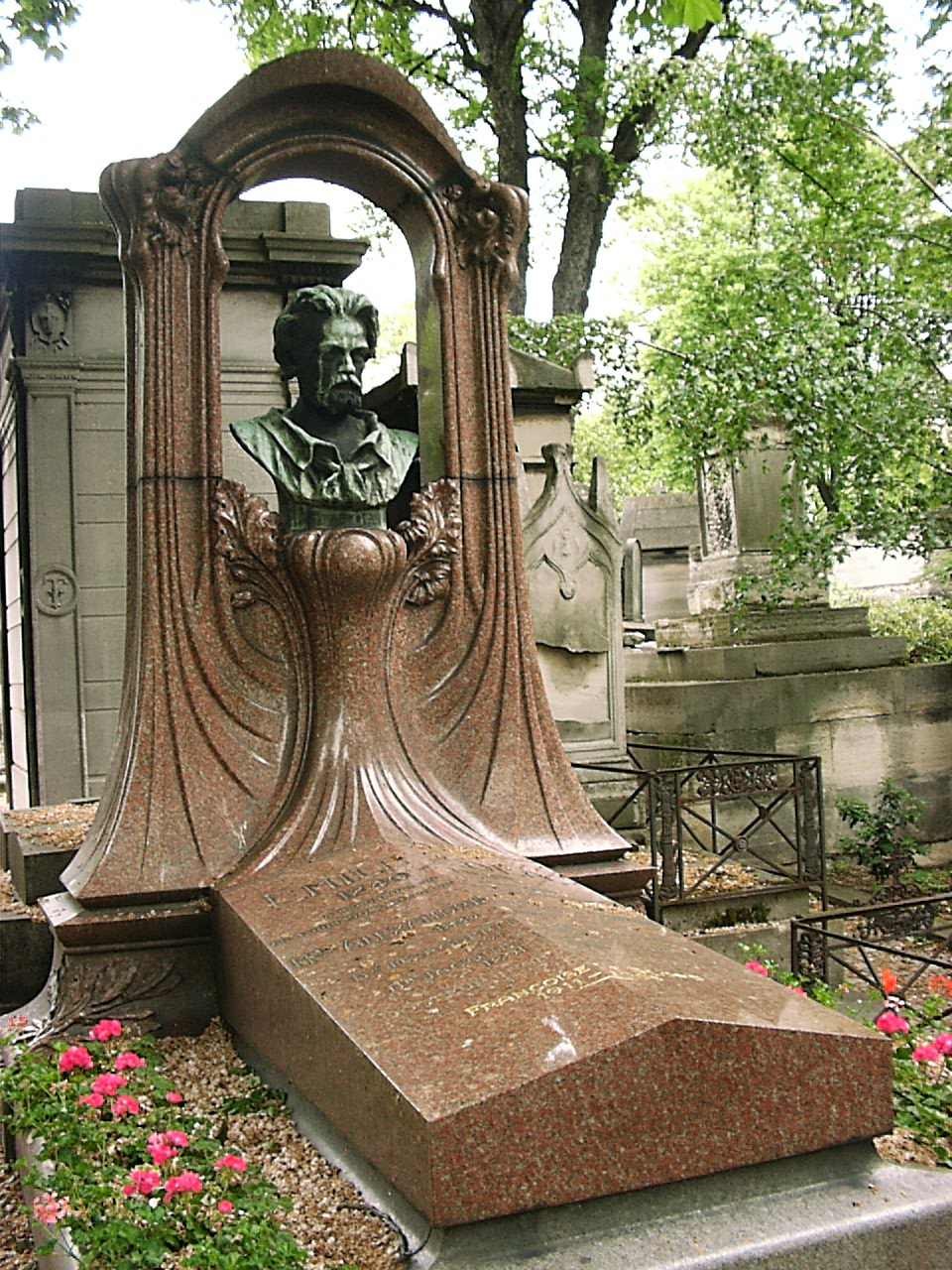
Philippe Solari: ursprüngliche Grabstätte von Émile Zola auf dem Friedhof Montmartre

### Der Zyklus Die Rougon-Macquart

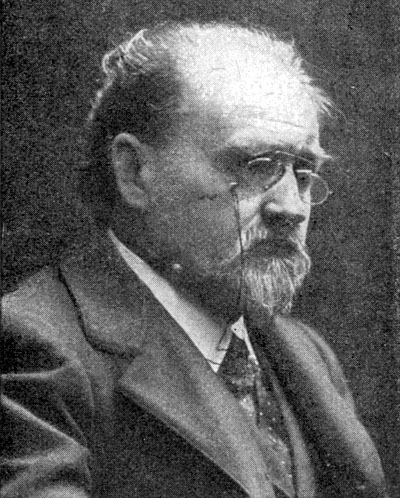
Émile Zola